# Jeździectwo na Letnich Igrzyskach Olimpijskich 1972
Jeździectwo na Letnich Igrzyskach Olimpijskich 1972 w Monachium rozgrywane było w dniach 29 sierpnia – 9 września. W zawodach wzięło udział 179 jeźdźców, w tym 31 kobiet, z 27 krajów.

## Medaliści
| Konkurencja                            | Złoto | Srebro | Brąz |
| Ujeżdżenie – indywidualnie             | RFN · Liselott Linsenhoff na koniu Piaff | ZSRR · Jelena Pietuszkowa na koniu Pepel | RFN · Josef Neckermann na koniu Venetia |
| Ujeżdżenie – drużynowo                 | ZSRR · Jelena Pietuszkowa na koniu Pepel · Iwan Kizimow na koniu Ikhor · Iwan Kalita na koniu Tarif                                                                          | RFN · Karin Schlüter-Schmidt na koniu Liostro · Liselott Linsenhoff na koniu Piaff · Josef Neckermann na koniu Venetia                                                   | Szwecja · Ulla Håkansson na koniu Ajax · Ninna Swaab na koniu Casanova · Maud von Rosen na koniu Lucky Boy                                                             |
| WKKW – indywidualnie                   | Wielka Brytania · Richard Meade na koniu Laurieston | Włochy · Alessandro Argenton na koniu Woodland | Szwecja · Jan Jönsson na koniu Sarajevo |
| WKKW – drużynowo                       | Wielka Brytania · Richard Meade na koniu Laurieston · Mary Gordon-Watson na koniu Cornishman V · Bridget Parker na koniu Cornish Gold · Mark Phillips na koniu Great Ovation | Stany Zjednoczone · Kevin Freeman na koniu Good Mixture · Bruce Davidson na koniu Plain Sailing · Michael Plumb na koniu Free and Easy · James Wofford na koniu Kilkenny | RFN · Harry Klugmann na koniu Christopher Robert · Ludwig Gössing na koniu Chicago · Karl Schultz na koniu Pisco · Horst Karsten na koniu Sioux                        |
| Skoki przez przeszkody – indywidualnie | Włochy · Graziano Mancinelli na koniu Ambassador | Wielka Brytania · Ann Moore na koniu Psalm | Stany Zjednoczone · Neal Shapiro na koniu Sloopy |
| Skoki przez przeszkody – drużynowo     | RFN · Fritz Ligges na koniu Robin · Gerhard Wiltfang na koniu Askan · Hartwig Steenken na koniu Simona · Hans Günter Winkler na koniu Trophy                                 | Stany Zjednoczone · William Steinkraus na koniu Main Spring · Neal Shapiro na koniu Sloopy · Kathryn Kusner na koniu Fleet Apple · Frank Chapot na koniu White Lightning | Włochy · Vittorio Orlandi na koniu Fulmer Feather · Raimondo D’Inzeo na koniu Fiorello · Graziano Mancinelli na koniu Ambassador · Piero D’Inzeo na koniu Easter Light |

## Klasyfikacja medalowa
| Lp. | Państwo         |   |   |   | Razem |
| --- | --------------- | - | - | - | ----- |
| 1.  | RFN             | 2 | 1 | 2 | 5     |
| 2.  | Wielka Brytania | 2 | 1 | 0 | 3     |
| 3.  | Włochy          | 1 | 1 | 1 | 3     |
| 4.  | ZSRR            | 1 | 1 | 0 | 2     |
| 5.  | USA             | 0 | 2 | 1 | 3     |
| 6.  | Szwecja         | 0 | 0 | 2 | 2     |